# Naturschutzgebiet Höhle Halver Hülloch

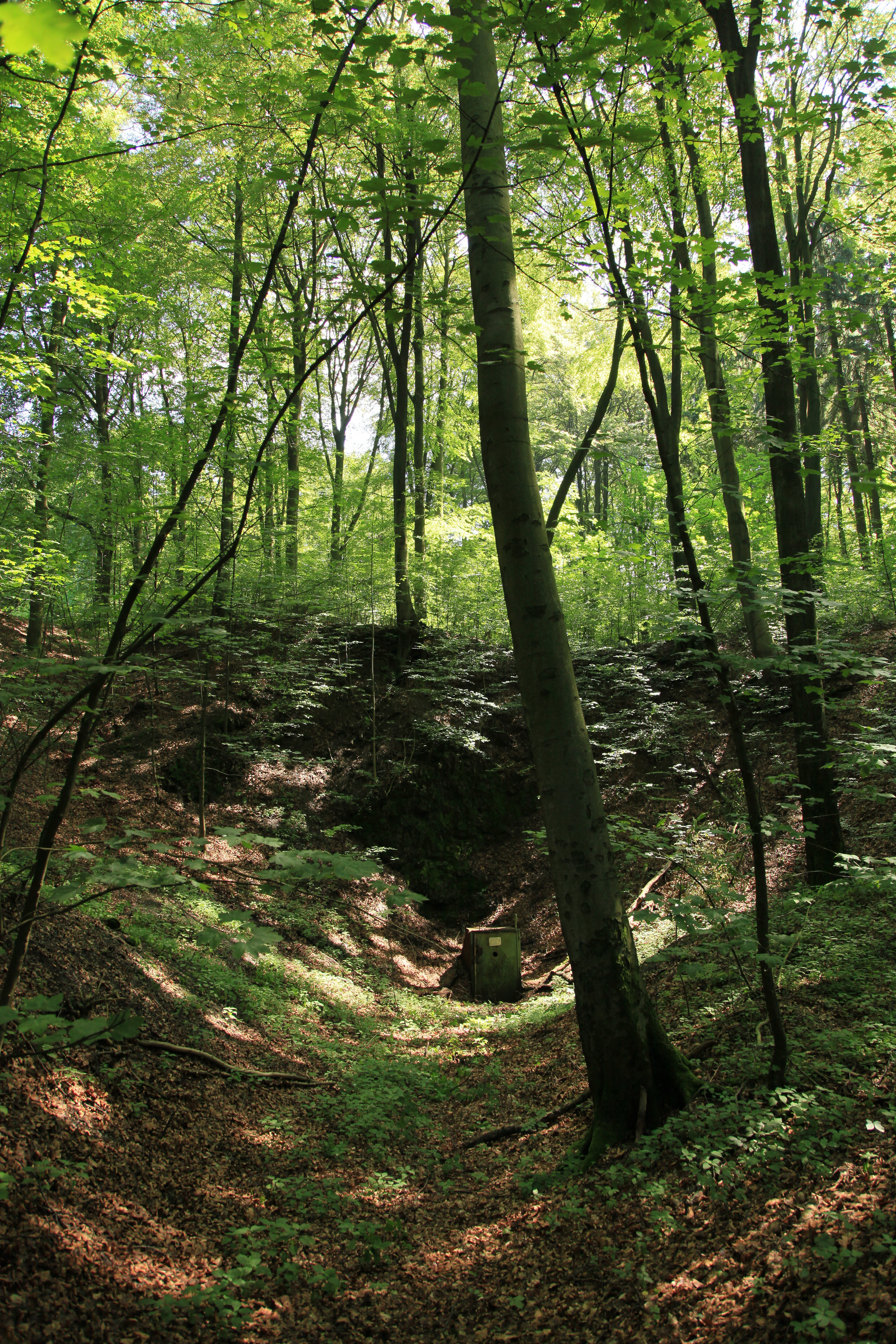
Eingang zum Halver Hülloch im Naturschutzgebiet Halver Hülloch an der Straße "Löhbach"

Das Naturschutzgebiet Höhle Halver Hülloch ist ein 6,6 ha großes Naturschutzgebiet (NSG) östlich vom Weiler Löhbach im Stadtgebiet von Halver im Märkischen Kreis in Nordrhein-Westfalen. Das Gebiet wurde am 22. Juli 2004 von der Bezirksregierung Arnsberg per Verordnung als NSG ausgewiesen. Ein Teilbereich des Naturschutzgebiets ist seit 2004 auch als FFH-Gebiet Halver Hülloch (Nr. DE-4710-302) ausgewiesen. Bei dem NSG handelt es sich um die touristisch nicht erschlossene Höhle Hülloch und den umliegenden Buchenwald. In der Nachbarstadt Kierspe liegt der Steinbruch Hülloch, der als Naturdenkmal ausgewiesen ist.

## Höhle
Die Höhle Halver Hülloch wurde bereits am 30. Dezember 1960 teilweise als flächiges Naturdenkmal unter Schutz gestellt.
Der Eingang der Höhle liegt in einer mit altem Waldmeister-Buchenwald fast eingewachsenen Abgrabung. Damit die Höhle völlig unpassierbar ist, wurde sie mit einem Stahlaufbau mit Tür überbaut.
Der Eingangsbereich der Höhle hat eine Höhe von vier bis fünf Meter, ist rund 200 Meter lang und normal begehbar. Nach Aussagen der Höhlenforscher folgen Bereiche, in welchen man sich nur noch auf dem Bauch kriechend vorwärts bewegen kann. Die Höhle ist mehretagig. In den oberen Hauptgängen ist zeitweilig Tropfwasser, in der untersten Höhlenetage sind Grundwassergerinne vorhanden.
Die Höhle ist in mehrere Gänge verzweigt, deren Länge sich auf insgesamt 655 m summiert. Die Höhle liegt in einer Kalklinse des unteren Mitteldevon. In der Höhle befinden sich Tropfsteinschmuck und Höhlengewässer. In der Höhle finden sich deutliche Spuren von Eisenerz-Bergbau wie bergmännisch angelegte bzw. erweiterte Hohlräume mit zahlreichen Bohrpfeifen. Der Steinbruch ist Teil eines großen Bergbau-Pingenfeldes. 
Verschiedene landesweit gefährdete Fledermausarten (Großes Mausohr, Braunes Langohr, Große Bartfledermaus, Wasserfledermaus) und auf Höhlen und Höhlengewässer spezialisierte Arten von Wirbellosen nutzen die Höhle als Winterquartier. 1990 wurde in wasserführenden Höhlenteilen der winzige Strudelwurm Krumbachia subterranea und die Kleinkrebse Antrobathynella stammeri und Niphargus schellenbergi entdeckt. Für die kleinen Fledermausarten wurde in die Tür des Stahlaufbaus am Höhleneingang ein ca. 15 cm großes Einflugloch geschweißt.
Bei Entdeckung des Hüllochs im 19. Jahrhundert fand man seltene rote Tropfsteine. Nur wenige Jahre später raubte man die roten Tropfsteine. Im Zweiten Weltkrieg diente die Höhle als Luftschutzraum. In den 1970er-Jahren hatten Rocker ihr Vereinsheim in der Höhle. Später nutzte der Sauerländische Gebirgsverein die Höhle als Wanderziel und Veranstaltungsraum.